# Familishop
Familishop est une enseigne algérienne d’hypermarchés créée en 2008 à Blida.

## Histoire
En 2008, un premier hypermarché Familishop fut inauguré avec une superficie de 5 000 m2 à Blida non loin d'Alger dans la wilaya de Blida.
Le deuxième hypermarché se situant à Tissemsilt a été inauguré au printemps 2016.